# Heinäluoto (ö i Södra Savolax, Nyslott, lat 61,68, long 28,93)
Heinäluoto är en ö i Finland. Den ligger i sjön Pihlajavesi och i kommunen Nyslott i  landskapet Södra Savolax, i den sydöstra delen av landet, 270 km nordost om huvudstaden Helsingfors. Öns area är 0,4 hektar och dess största längd är 110 meter i öst-västlig riktning.